# Campeonato Juvenil de la AFC 1973
El Campeonato Juvenil de la AFC 1973 se celebró del 14 al 27 de abril en Teherán, Irán y contó con la participación de 14 selecciones juveniles de Asia.
El anfitrión Irán venció en la final a Japón para ganar el título por primera ocasión.

## Participantes
| - Arabia Saudita - Baréin - Corea del Sur - Hong Kong - India | - Indonesia - Irán (anfitrión) - Japón - Líbano - Myanmar | - Malasia - Pakistán - Singapur - Tailandia |

## Fase de grupos

### Grupo A
| País          | J | G | E | P | GF | GC | GD | PTS |
| ------------- | - | - | - | - | -- | -- | -- | --- |
| Líbano        | 3 | 1 | 2 | 0 | 2  | 0  | +2 | 4   |
| Corea del Sur | 3 | 1 | 2 | 0 | 1  | 0  | +1 | 4   |
| India         | 3 | 0 | 2 | 1 | 1  | 2  | -1 | 2   |
| Baréin        | 3 | 0 | 2 | 1 | 1  | 3  | -2 | 2   |

| Equipo 1      | Resultado | Equipo 2      |
| ------------- | --------- | ------------- |
| Baréin        | 0-0       | Corea del Sur |
| Líbano        | 0-0       | India         |
| India         | 1-1       | Baréin        |
| Corea del Sur | 0-0       | Líbano        |
| Líbano        | 2-0       | Baréin        |
| Corea del Sur | 1-0       | India         |

### Grupo B
| País           | J | G | E | P | GF | GC | GD  | PTS |
| -------------- | - | - | - | - | -- | -- | --- | --- |
| Birmania       | 3 | 3 | 0 | 0 | 8  | 2  | +6  | 6   |
| Arabia Saudita | 3 | 2 | 0 | 1 | 4  | 4  | 0   | 4   |
| Indonesia      | 3 | 1 | 0 | 2 | 10 | 5  | +5  | 2   |
| Pakistán       | 3 | 0 | 0 | 3 | 1  | 12 | -11 | 0   |

| Equipo 1       | Resultado | Equipo 2       |
| -------------- | --------- | -------------- |
| Birmania       | 3-2       | Indonesia      |
| Arabia Saudita | 2-1       | Pakistán       |
| Pakistán       | 0-7       | Indonesia      |
| Arabia Saudita | 0-2       | Birmania       |
| Birmania       | 3-0       | Pakistán       |
| Indonesia      | 1-2       | Arabia Saudita |

### Grupo C
| País      | J | G | E | P | GF | GC | GD | PTS |
| --------- | - | - | - | - | -- | -- | -- | --- |
| Tailandia | 2 | 1 | 0 | 1 | 5  | 2  | +3 | 2   |
| Singapur  | 2 | 1 | 0 | 1 | 2  | 3  | -1 | 2   |
| Hong Kong | 2 | 1 | 0 | 1 | 2  | 4  | -2 | 2   |

| Equipo 1  | Resultado | Equipo 2  |
| --------- | --------- | --------- |
| Tailandia | 4-0       | Hong Kong |
| Singapur  | 2-1       | Tailandia |
| Hong Kong | 2-0       | Singapur  |

### Grupo D
| País    | J | G | E | P | GF | GC | GD | PTS |
| ------- | - | - | - | - | -- | -- | -- | --- |
| Irán    | 2 | 2 | 0 | 0 | 6  | 1  | +5 | 4   |
| Japón   | 2 | 0 | 1 | 1 | 2  | 4  | -2 | 1   |
| Malasia | 2 | 0 | 1 | 1 | 3  | 6  | -3 | 1   |

| Equipo 1 | Resultado | Equipo 2 |
| -------- | --------- | -------- |
| Japón    | 0-2       | Irán     |
| Malasia  | 2-2       | Japón    |
| Irán     | 4-1       | Malasia  |

## Fase final

### Cuartos de final
| Equipo 1       | Resultado   | Equipo 2  |
| -------------- | ----------- | --------- |
| Corea del Sur  | 1-0         | Birmania  |
| Irán           | 1-0         | Singapur  |
| Arabia Saudita | 1-1 (8-7 p) | Líbano    |
| Japón          | 0-0 (5-3 p) | Tailandia |

### Semifinales
| Equipo 1       | Resultado | Equipo 2 |
| -------------- | --------- | -------- |
| Corea del Sur  | 0-1       | Irán     |
| Arabia Saudita | 0-3       | Japón    |

### Tercer lugar
| Equipo 1      | Resultado | Equipo 2       |
| ------------- | --------- | -------------- |
| Corea del Sur | 3-0       | Arabia Saudita |

### Final
| Equipo 1 | Resultado | Equipo 2 |
| -------- | --------- | -------- |
| Japón    | 0-2       | Irán     |

## Campeón
| Campeonato Juvenil de la AFC 1973 |
| --------------------------------- |
| Bandera de Irán                   |
| Irán 1º Título                    |